# Вилья-Эспанья
Ви́лья-Эспа́нья (исп. Villa España) — город в Аргентине в провинции Буэнос-Айрес. Часть агломерации Большой Буэнос-Айрес.

## История
В начале XX века на этих землях поселились выходцы из Испании. Когда в 1912 году здесь прошла железная дорога, то в честь этого местная станция получила название «Вилья-Эспанья» («Испанский городок»). Вокруг железнодорожной станции стало медленно развиваться поселение. В 1926 году местные жители, недовольные слабым прогрессом, создали Общество развития Вилья-Эспанья; о неразвитости тогдашнего поселения может говорить тот факт, что встречи общества пришлось устраивать в зале ожидания железнодорожной станции.
В 1960 году был образован муниципалитет Берасатеги, и поселение вошло в его состав.